# قرار مجلس الأمن التابع للأمم المتحدة رقم 1875
قرار مجلس الأمن التابع للأمم المتحدة رقم 1875 المتخذ بالإجماع في 23 يونيو 2009.

## القرار
جدد مجلس الأمن، ولايةقوة الأمم المتحدة لمراقبة فض الاشتباك التي تشرف على وقف إطلاق النار بين إسرائيل وسوريا منذ عام 1974، لمدة ستة أشهر تنتهي في 30 ديسمبر 2009.
وباتخاذ القرار 1875 (2009) بالإجماع، دعا المجلس أيضا إلى تنفيذ قراره 338 لعام 1973، الذي يتطلب مفاوضات فورية بين الطرفين بهدف إقامة سلام عادل ودائم في الشرق الأوسط.
بالتزامن مع اتخاذ القرار، تلا رئيس المجلس باكي إلكين (تركيا) بيانًا، أكد فيه أن التوتر سيظل قائمًا إلى أن يتم التوصل إلى سلام عادل ودائم في المنطقة.
في تقريره الأخير عن قوة الأمم المتحدة لمراقبة فض الاشتباك، أوصى الأمين العام للأمم المتحدة بان كي مون بتمديد القوة، مشيرًا إلى أنه بينما كان الوضع في مرتفعات الجولان "هادئًا بشكل عام"، فإن المنطقة بشكل عام متوترة. يشجع السيد بان الأطراف على استئناف محادثات السلام غير المباشرة، التي بدأت تحت رعاية تركيا وتهدف إلى سلام شامل وفقًا لاختصاصات مؤتمر مدريد للسلام ولفت الانتباه أيضًا إلى 17 مليون دولار في التقييمات غير المدفوعة لتمويل البعثة.